# Molí de Cal Jan Bru
Molí d'oli Cal Jan és una obra de Miralcamp (Pla d'Urgell) inclosa a l'Inventari del Patrimoni Arquitectònic de Catalunya.

## Descripció
Edifici que fou propietat dels ducs de Medinaceli en l'època de la seva construcció, i que després va passar a mans de la família Brufau, actuals propietaris, que l'han mantingut en actiu durant els últims cent anys. Des d'aquell temps s'hi elabora oli d'oliva d'alta qualitat seguint el mètode tradicional, que s'hi pot adquirir in situ, ja que és obert a la visita pública durant tot any, en hores concertades. Tant per dintre com per fora, conserva encara l'aspecte original. Té una xemeneia (núm. d'inv. 14800) de tipus fàbrica de vapor que és un element singular a tota la comarca, i està protegida com a BCIL.